# كادوني وسطي (مقاطعة دورة)
كادوني وسطي (بالفارسية: کادونی وسطی) هي قرية تقع في قسم ويسيان الريفي (مقاطعة دورة) في إيران. يقدر عدد سكانها بـ 101 نسمة بحسب إحصاء 2016.